# Samuel Macfarlane
Pour les articles homonymes, voir Macfarlane.
Samuel Macfarlane, né en 1837 à Johnstone et mort à Southport en 1911 est un missionnaire anglais. Il joue un rôle actif dans les dissensions entre missionnaires français et britanniques pour l'évangélisation des îles Loyauté puis dans les tentatives d'évangélisation de la Nouvelle-Guinée.

## Jeunesse et formation
Samuel Macfarlane naît le 18 février 1837 à Johnstone en Écosse dans une famille modeste. Après une scolarisation réduite et un apprentissage, il devient cheminot. En 1853, sa famille vient s'installer à Manchester. Accepté par la London Missionary Society, il est ordonné le 11 novembre 1858 puis nommé aux îles Loyauté. Il épouse Elizabeth Ursula Joyce, la sœur d'un collègue, puis s'embarque avec elle le 6 janvier 1859 et arrive à Lifou le 30 octobre.

## Première affectation à Lifou

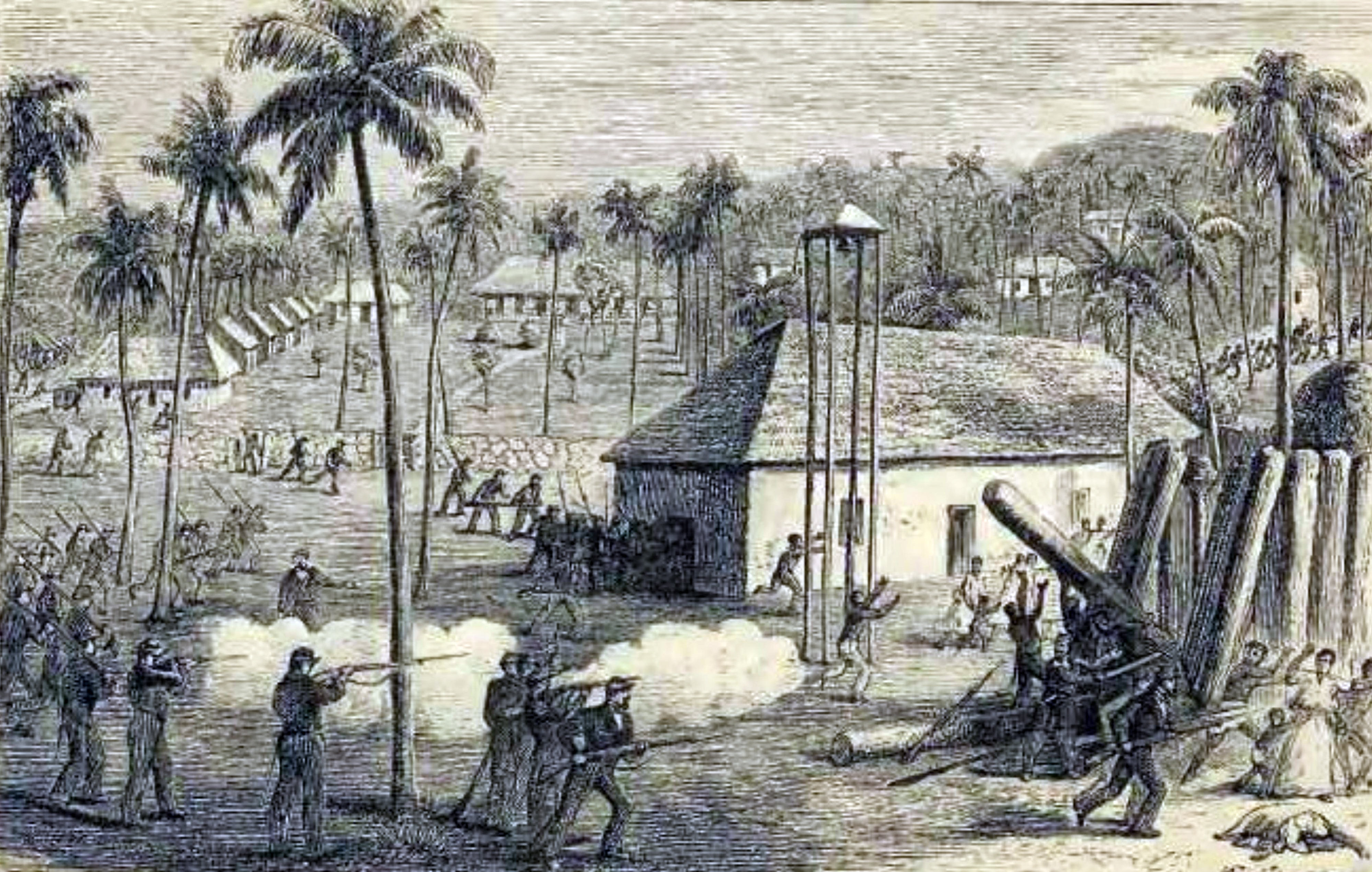
Attaque de l'église protestante de Lifou par les troupes françaises en 1864.

L'arrivée de Macfarlane à Lifou fait suite à un début d'évangélisation par la London Missionary Society, avec le débarquement en 1841 de missionnaires mélanésiens. Elle s'inscrit par ailleurs dans le contexte de luttes d'influence entre la France et l'Angleterre à propos des îles Loyauté, non inscrites dans le protocole d'annexion de la Nouvelle-Calédonie par la France en 1853, marqué par l'arrivée de pères maristes à Lifou en 1858, et d'autre part de conflits locaux. L'activité locale de Macfarlane est décrite comme « active, pointilleuse »et « brutalement professionnelle » : en 1862, il ouvre dans la capitale de l'île une école pastorale dénommée Britania sur laquelle flotte parfois le drapeau anglais ou fait nommer des policemen indigènes notamment chargés de pousser les paroissiens à fréquenter son temple le dimanche. Ces procédés donnent un prétexte à une prise de possession militaire de l'île par la France en 1863, suivie de turbulences et de tensions qui finissent par contraindre en 1869 la London Missionary Society à lui trouver une nouvelle affectation.

## Exploration et évangélisation de la Nouvelle-Guinée
Après l'arrivée de son remplaçant en 1870, Macfarlane fait entre mai et novembre 1871 un premier voyage de reconnaissance en Nouvelle-Guinée, puis rentre en Angleterre où il publie une Histoire de la mission de Lifou (1873) et fait approuver par ses supérieurs son projet pour la Nouvelle-Guinée. À bord d'un petit bateau à vapeur, il explore une partie des fleuves qui débouchent sur la côte sud de l'île, dans l'espoir — déçu — de trouver où installer une nouvelle mission. Le compte-rendu d'une de ces expéditions, la remontée du fleuve Fly, est publié en 1876.
Gibbney attribue à Macfarlane, en l'espace de quatre ans, 23 voyages en Nouvelle-Guinée, la visite de 80 villages, l'établissement de 12 missions et l'apprentissage de 6 langues. John Garrett tire un bilan plus mitigé, estimant que Macfarlane délègue à des enseignants mélanésiens la tâche et les risques de tentatives d'établissement à l'intérieur des terres, préférant implanter et superviser un réseau de petites congrégations sur les îles du détroit de Torrès. Il rentre définitivement en Angleterre en 1887 et se montre critique vis-à-vis des tentatives d'implantation vers l'intérieur que ses anciens collègues, Chalmers et Lawes, continuent de poursuivre.

## Publications
- (en) The Story of the Lifu Mission, Londres, James Nisbet, 1873.
- (en) « Ascent of the Fly River, New Guinea », Proceedings of the Royal Geographical Society of London, vol. 20, no 4,‎ 1876 (JSTOR 1799856).
- (en) « Voyage of the 'Ellangowan' to China Straits, New Guinea », Proceedings of the Royal Geographical Society of London, vol. 21, no 4,‎ 1877 (JSTOR 1799963).
- (en) Among the Cannibals of New Guinea : Being the Story of the New Guinea Mission of the London Missionary Society, Philadelphie, Presbyterian Board of Publication and Sabbath-School Work.
- (en) « Pao, the Apostle of Lifu », dans Delavan L. Pierson, The Pacific Islanders, From Savages to Saints : Chapters From the Life Stories of Famous Missionaries and Native Converts, New York, Funk & Wagnalls, 1906.